# Dance, Dance
"Dance, Dance" är den andra singeln från Fall Out Boys album From Under the Cork Tree.

## Låtlista
| Nr | CD                                                                     |      |
| -- | ---------------------------------------------------------------------- | ---- |
| 1. | "Dance, Dance"                                                         | 3:00 |
| 2. | "It's Not a Side Effect of the Cocaine, I am Thinking It Must Be Love" | 2:11 |

| Nr | 7"                                                         |      |
| -- | ---------------------------------------------------------- | ---- |
| 1. | "Dance, Dance"                                             | 3:00 |
| 2. | "Sugar, We're Goin Down" [Zane Lowe Session - London 2006] | 3:49 |

| Nr | DVD                                                     |      |
| -- | ------------------------------------------------------- | ---- |
| 1. | "Dance, Dance"                                          | 3:00 |
| 2. | A Little Less Sixteen Candles, A Little More "Touch Me" | 2:49 |

## Musikvideo
Musikvideon visar medlemmarna framträda på en homecoming-dans, samtidigt som de spelar nördiga versioner av sig själva. Det ska föreställa att videon utspelar sig någon gång på 80-talet. "Dance, Dance"-videon hade premiär den 11 oktober 2005. Musikvideon filmades på Salesian High School som ligger i New Rochelle, New York, en förort i New York City. I början av videon, när Pete frågar en flicka till dansen, hör man att hon spelar "A Little Less Sixteen Candles, a Little More "Touch Me"" i sovrummet, som blev deras nästa singel.
Videon är vanligen några sekunder längre än den ursprungliga låten, för att det är så många scener inblandade och bandmedlemmarna engagerar sig i (improviserar) konversationerna eller agerar en kort anspelning till Full Metal Jacket.
I videon syns också Ben Jorgensen från rockbandet Armor for Sleep och Travis McCoy från Gym Class Heroes. De har sagt att det var taget från filmen Födelsedagen.
Videon för "This Ain't a Scene, It's an Arms Race" är en slags fortsättning på den här videon. Det visar sig att fansen var av kartong, och alltihopa var en fejk.

## Annat
- Pete Wentz hindrade Kidz Bop Kids från att sjunga denna låten på deras Kidz Bop CD på grund av den sexuella övertonen i låten.
- Cirka 37-39 sekunder in i låten viskar Pete Wentz något. Vad han säger är fortfarande oklart. Många säger att det, på albumet, låter som "We're going into D-Minor", men när låten görs live har han sagt "I just miss you so much". Demoversionen av låten innehåller också ett viskande som låter som "I miss you" som upprepar sig fram och tillbaka mellan höger och vänster högtalare.
- I videon spelar Patrick Stump 3-Humbucker SG. I alla de andra videorna spelar han en normal vit SG.
- I videon, precis innan Pete börjar dansa, gör Travis McCoy från Gym Class Heroes sitt "signature move".
- Dansen som Pete gör i slutet av videon är zombiedansen från Michael Jacksons "Thriller".
- Stump skrev den här låten.